# Козлов, Алексей Александрович (философ)
Алексей Александрович Козлов (8 [20] февраля 1831, Москва, Российская империя — 27 февраля [12 марта] 1901, Санкт-Петербург, Российская империя) — русский философ-идеалист и публицист, последователь Густава Тейхмюллера. Свою философскую систему, изложенную в сочинении «Беседы с петербургским Сократом», называл панпсихизмом. Идеи Козлова оказали влияние на Е. А. Боброва, С. А. Аскольдова, Н. О. Лосского, Н. А. Бердяева и др.

## Биография
Родился в Москве 8 (20) февраля 1831 года; был незаконнорождённым сыном помещика И. А. Пушкина, приходившегося дальним родственником поэту А. С. Пушкину, и вольноотпущенной крестьянки. Вскоре после рождения сына его мать вышла замуж за приказчика А. П. Козлова, от которого будущий философ и получил свою фамилию. В 1838 году его мать умерла, и отчим отдал его на попечение своей тётке. С 1843 года Алексей Козлов учился в 1-й Московской гимназии, в 1850 году поступил вольнослушателем на физико-математический факультет Московского университета. Через год он перевёлся на историко-филологический факультет и в 1856 окончил университет со степенью кандидата. Во время обучения в университете Козлов увлёкся идеями материализма и социализма; наибольшее влияние на него имели сочинения Л. Фейербаха и Ш. Фурье. По окончании университета он женился на крестьянке и устроился преподавателем русского языка и словесности в Константиновский межевой институт. Вскоре этот брак распался, и Козлов сошёлся с дочерью помещика Александра Александровича Челищева, Марией Александровной; однако первая жена по какой-то причине не хотела дать ему развода, из-за чего его дети от второго брака (в частности, его сын С. А. Алексеев) не могли носить фамилию отца.
Ко времени преподавания в Межевом институте относится начало литературной деятельности А. А. Козлова. Главным предметом его интересов была в то время политическая экономия; его статьи на экономические темы (например, «О кредите в банках», «О хозяйственном управлении города Москвы», «О финансовом положении России») печатались в «Московских известиях», «Московском вестнике», «Дне», «Финансовом вестнике», «Вестнике промышленности» и «Отечественных записках». Обладая деятельным характером, Козлов проявил склонность к пропаганде социалистических идей; преподавая в межевом институте, он излагал социалистические идеи своим студентам, из-за чего в 1861 году был вынужден оставить преподавание. Он имел многочисленные связи в революционной среде, был близок с Н. А. Ишутиным, с 1858 года состоял под надзором полиции и несколько раз привлекался к дознанию. В 1866 году был арестован по подозрению в причастности к делу Каракозова, а затем в организации революционного общества, и заключён в Петропавловскую крепость. Однако ему удалось доказать свою невиновность, и после 6 месяцев заключения он был освобождён с подчинением негласному надзору и запрещением жить в столицах. Ппоселился в селе Машарово Калужской губернии в имении своего тестя, где занялся сельским хозяйством, а затем устроился управляющим лесным хозяйством в имении крупного фабриканта во Владимирской губернии.
В период проживания в деревне Козлов начал серьёзно интересоваться философией; толчком к этому послужило знакомство с книгой Ю. Фрауенштадта «Письма о философии Шопенгауэра». Произошло это примерно в 1872—1873 году, когда Козлову было уже за 40 лет. Увлёкшись философией А. Шопенгауэра, он сделался его страстным последователем и решил заняться пропагандой его идей. С этого времени Козлов стал систематически изучать философию и выступать в печати с философскими публикациями. Первой его работой было двухтомное изложение сочинения последователя Шопенгауэра Э. Гартмана «Философия бессознательного». Затем последовали критические статьи в журналах, а в 1876 году вышла его первая самостоятельная книга «Философские этюды», в которой он отстаивал идею философии как строгой науки. В 1876 Козлов он приглашение занять философскую кафедру от Киевского университета, и в том же году начал читать там лекции. В 1881 году защитил магистерскую диссертацию на тему «Метод и направление философии Платона», а в 1884 году, в Петербурге — докторскую диссертацию на тему «Генезис теории пространства и времени у Канта», и получил звание профессора.
В период преподавания в Киевском университете Козлов развернул энергичную литературную деятельность. Его публикации в журналах носили по большей части критический и полемический характер и отличались бойкостью стиля, что сделало его известным философским публицистом. Недовольный узкими рамками университетских изданий, Козлов в 1885 году начал издавать свой собственный журнал «Философский трёхмесячник», который стал первым в России чисто философским журналом. Журнал от начала до конца составлялся самим Козловым и не приносил ему никакой материальной выгоды. К этому времени относится перемена в философских воззрениях Козлова: неудовлетворённый метафизикой воли Шопенгауэра, он стал искать иных основ для своего мировоззрения и с этой целью обратился к учению Г. В. Лейбница и его последователей. В 1880 году ему в руки попало одно из сочинений немецкого философа Г. Тейхмюллера, которое произвело на него сильное впечатление; после защиты докторской диссертации он начал систематически изучать сочинения этого автора и скоро сделался его горячим последователем. В статье, посвящённой Тейхмюллеру, Козлов называл его «звездой первой величины» и призывал учиться у него русских и европейских философов. Собственное учение Козлова, изложенное им в дальнейших трудах, полностью воспроизводит основные идеи Тейхмюллера.
В 1886 году деятельность Козлова была прервана тяжёлой болезнью: с ним случился апоплексический удар, после чего у него парализовало половину тела. Философ оказался прикован к креслу и был вынужден оставить преподавание в университете. Несмотря на это, он продолжал заниматься философской и литературной деятельностью; не имея возможности собственноручно писать, он стал диктовать свои произведения. Важнейшие его сочинения появились именно в этот последний период его жизни. К этому времени окончательно сложилось собственное философское мировоззрение Козлова, основанное на учении Тейхмюллера и названное им панпсихизмом. В 1888 году Козлов начал издавать философско-литературный сборник «Своё слово», в котором развивал своё учение и полемизировал с противоположными взглядами. Центральное место в этом издании занимали «Беседы с петербургским Сократом», написанные в форме философских диалогов под именем Платона Калужского; главным персонажем диалогов, развивавшим идеи автора, был некто Сократ с Песков, а его оппонентами выступали герои романов Достоевского. Всего в период с 1888 по 1898 год вышло пять выпусков «Своего слова». В 1891 году Козлов вместе с семьёй переехал в Петербург, где вокруг него сложился небольшой философский кружок, который посещали, в частности, его сын С. А. Алексеев-Аскольдов и Н. О. Лосский.
Скончался в Петербурге от воспаления лёгких 27 февраля (12 марта) 1901 года и был похоронен на Волковом православном кладбище.

## Философия

### Из Брокгауза и Ефрона
Своё философское миросозерцание Козлов называет панпсихизмом. Краеугольным понятием в нём является понятие бытия. Оно не образуется путём отвлечения, но источником его служит первоначальное сознание. Будучи простым и непосредственным, это сознание представляет три области: сознание о содержании, сознание о форме и сознание о нашей субстанции. Все они дают материал для образования понятия бытия, но само это понятие составляет особую группу сознания, а именно о формах или способах отношения между элементами первоначального сознания. Таким образом, понятие бытия имеет своим содержанием знание о нашей субстанции, её деятельностях и содержании этих деятельностей в их единстве и отношении друг к другу. Все познание опирается, в конце концов, на познание я. Мы переносим это понятие на другие субстанции. В мысли о бытии и сущности действительного мира надо совершенно устранить время и никоим образом не вводить его в наше понятие мира. Время, помимо акта мысли и представления субстанций, не имеет никакого смысла и полагается только ими. Первая ячейка идеи времени зарождается от сравнения содержания воспоминания с содержанием наличного представления, если только оба эти содержания относятся к одному и тому же я и признаются одинаково реальными или данными в нашей действительной деятельности. Затем время вступает в субъективную стадию своего развития, и здесь оно представляет форму, в которой наше я понимает, распределяет и соединяет в своем субстанциальном единстве свои собственные акты воспоминания, наличного ощущения и ожидания. Наконец, в объективной стадии развития время выносится из субъективной сферы наших состояний и деятельностей и становится формой для распределения во временной перспективе объектов, то есть содержания наших деятельностей созерцания, представления и мышления в их абстрактном виде. Точно так же К. выводит и идею пространства, отрицая за ним всякую реальность. Образование этой идеи не может быть объяснено при помощи ассоциации, так как это объяснение попадает в ложный круг [Несвободна от этой логической ошибки собственная попытка Козлова объяснить происхождение времени из таких, между прочим, элементов, как воспоминание, уже предполагающее время. Вл. С.].
Развитие идеи пространства проходит через стадии субъективного, объективного и геометрического пространства. В этом процессе развития главную роль играет наша мыслящая деятельность, так что основные свойства, которые мы мыслим в идее пространства, суть на самом деле признаки не пространства, которое само по себе не имеет никакой реальности, а нашей мыслящей деятельности, которая по поводу ощущений созидает эту идею. Если же пространство и время не существуют сами по себе, то не существует в действительности и все находящееся в пространстве и времени. Существует только духовный мир, то есть духовные субстанции с их деятельностями и отношениями, а наши тела и весь материальный мир суть только значки этих духовных субстанций, их деятельностей и отношений. Таким образом, представляющийся нам мир есть мир значков, которые строятся по законам представления и мысли и в этом отношении подчиняются всеобщим и незыблемым законам представляющей деятельности, коренящимся в самой природе нашей субстанции. Ввиду этого такие значки дают основание с полной уверенностью заключать к истинно существующему миру субстанций. Наука одна, и высшей, истинной её формой является философия; существующее же разделение одной науки на многие условно и основано на частной точке зрения, имеющей в виду удобства изучения.
Излагая своё учение, Козлов постоянно считается с противными направлениями и нередко посвящает им целые критические очерки. Особенно подробно он останавливается на Юме и Канте.

## Сочинения
Отдельные издания
- Сущность мирового процесса, или «Философия бессознательного» Э. фон Гартмана. Вып. 1—2. — М., 1873—75.
- Философские этюды. Часть 1. — СПб., 1876.
- Философия как наука. — Киев, 1877.
- Философия действительности. Изложение философской системы Дюринга с приложением критического обзора. — Киев, 1878.
- Философские этюды. Часть 2. Метод и направление философии Платона — Киев, 1880.
- Критический этюд по поводу книги г. Грота «Психология чувствований». — Киев, 1881.
- Очерки из истории философии. Понятия философии и истории философии. Философия восточная. — Киев, 1887.
- Письма о книге гр. Л. Н. Толстого «О жизни». — М., 1891.
- Религия гр. Л. Н. Толстого, его учение о жизни и любви. Ч. 1—2. — СПб., 1895.

Статьи в журналах
- Разбор «Исторических писем» П. Миртова // Знание. — 1871. — № 3.
- Вл. Соловьёв как философ // Знание. — 1875. — № 1, 2.
- Два основных положения философии Шопенгауэра // Киевские университетские известия. — 1877. — № 1.
- О последнем сочинении профессора Троицкого «Наука о духе» // Русская мысль. — 1883. — № 4.
- Размышления, вызванные неожиданным голосом из области естествоведения // Вопросы философии и психологии. — М., 1889. — Кн. 1.
- Очерк жизни и философии Лейбница по сочинению Мерца // Вопросы философии и психологии. — М., 1890. — Кн. 3.
- Новейшее исследование о Платоне // Вопросы философии и психологии. — М., 1892. — Кн. 11.
- Позитивизм Конта. Часть I // Вопросы философии и психологии. — М., 1893. — Кн. 15.
- Позитивизм Конта. Часть II // Вопросы философии и психологии. — М., 1893. — Кн. 16.
- П. Е. Астафьев как философ // Вопросы философии и психологии. — М., 1893. — Кн. 18.
- Французский позитивизм (Тэн, Рибо, Фуллье, Поллан, Гюйо, Тард) // Вопросы философии и психологии. — М., 1893. — Кн. 19.
- Французский позитивизм. Полупозитивисты: I. Альфред Фуллье // Вопросы философии и психологии. — М., 1894. — Кн. 21.
- Французский позитивизм. Полупозитивисты: II. Гюйо и Тард // Вопросы философии и психологии. — М., 1894. — Кн. 22.
- Густав Тейхмюллер. Часть I // Вопросы философии и психологии. — М., 1894. — Кн. 24.
- Густав Тейхмюллер. Часть II // Вопросы философии и психологии. — М., 1894. — Кн. 25.
- Теория искусства с точки зрения Тейхмюллера (О понятии искусства. Умозрительно-психологическое исследование Евгения Боброва. Юрьев, 1894) // Вопросы философии и психологии. — М., 1895. — Кн. 27.
- Анализ последнего произведения гр. Л. Н. Толстого «Хозяин и работник» // Вопросы философии и психологии. — М., 1895. — Кн. 28.
- Сознание Бога и знание о Боге. Воспоминание об онтологическом доказательстве бытия Божия. Часть I // Вопросы философии и психологии. — М., 1895. — Кн. 29.
- Сознание Бога и знание о Боге. Воспоминание об онтологическом доказательстве бытия Божия. Часть II // Вопросы философии и психологии. — М., 1895. — Кн. 30.

Статьи в «Философском трёхмесячнике»
- Предварительное объяснение редакции с читателем // Философский трёхмесячник. № 1, 1895. С. 1—10.
- Религия графа Л. Н. Толстого // Философский трёхмесячник. № 1, 1895. С. 11—36.
- Тард (G. Tarde) // Философский трёхмесячник. № 1, 1895. С. 37—60.
- Die Philosophie der Mystik, von D. Karl du Prel. Leipzig, 1885. VIII, 548 (Философия мистики, Карла Дюпреля. Лейпциг, 1885 г.) // Философский трёхмесячник. № 1, 1895. С. 61—81.
- Хроника философских статей в русских журналах // Философский трёхмесячник. № 1, 1895. С. 82—95.

Статьи в «Своём слове»
- Первая беседа с петербургским Сократом (понятие субстанции) // Своё слово. Киев. 1888. № 1. С. 3—23.
- Вторая беседа с петербургским Сократом (понятие субстанции) // Своё слово. Киев. 1888. № 1. С. 24—46.
- Третья беседа с петербургским Сократом (сознание и духовная субстанция) // Своё слово. Киев. 1888. № 1. С. 47—81.
- Заметка о книге г-на Штейна (Артур Шопенгауэр как человек и мыслитель. Опыт биографии Владимира Штейна. Т. 1. СПб. 1887) // Своё слово. Киев. 1888. № 1. С. 82—88.
- Нечто о «научной философии» и о научном философе // Своё слово. Киев. 1888. № 1. С. 89—124.
- Ответ на рецензию г-на Мокиевского // Своё слово. Киев. 1888. № 1. С. 125—135.
- Ответ г-ну рецензенту «Русской мысли» // Своё слово. Киев. 1888. № 1. С. 136—144.
- Четвёртая беседа с петербургским Сократом (понятие бытия) // Своё слово. Киев. 1889. № 2. С. 5—36.
- Пятая беседа с петербургским Сократом (понятие бытия) // Своё слово. Киев. 1889. № 2. С. 37—57.
- Шестая беседа с петербургским Сократом (понятие бытия) // Своё слово. Киев. 1889. № 2. С. 58—109.
- Библиографические заметки // Своё слово. Киев. 1889. № 2. С. 111—133.
- Опять нечто о «научной философии» и таковом же философе // Своё слово. Киев. 1889. № 2. С. 134—138.
- Объяснение с П. Е. Астафьевым // Своё слово. Киев. 1889. № 2. С. 139—153.
- Опять несколько слов о г-не рецензенте «Русской мысли» // Своё слово. Киев. 1889. № 2. С. 154—158.
- Седьмая беседа с петербургским Сократом // Своё слово. Киев. 1890. № 3. С. 7—21.
- Восьмая беседа с петербургским Сократом // Своё слово. Киев. 1890. № 3. С. 22—55.
- Девятая беседа с петербургским Сократом //Своё слово. Киев. 1890. № 3. С. 57—86.
- Десятая беседа с петербургским Сократом // Своё слово. Киев. 1890. № 3. С. 87—114.
- Два слова по поводу статьи П. Е. Астафьева // Своё слово. Киев. 1890. № 3. С. 150—152.
- Крошечное нечто о «научной философии» и таком же философе // Своё слово. Киев. 1890. № 3. С. 153—154.
- Научный ли реферат или почтовый рожок? Мистерия в интеллигибельном или умопостигаемом пространстве // Своё слово. Киев. 1890. № 3. С. 155—156.
- Одиннадцатая беседа с петербургским Сократом (понятие пространства) // Своё слово. С.-Петербург. 1892. № 4. С. 1—21.
- Двенадцатая беседа с петербургским Сократом (понятие пространства) // Своё слово. С.-Петербург. 1892. № 4. С. 22—46.
- Тринадцатая беседа с петербургским Сократом (вопрос о пространстве кривом и более чем трех измерений) // Своё слово. С.-Петербург. 1892. № 4. С. 47—68.
- Четырнадцатая беседа с петербургским Сократом (постоянно находящиеся в тесной связи с идеей пространства: созерцание, априорность, вещь сама в себе и проч.) // Своё слово. С.-Петербург. 1892. № 4. С. 69—122.
- Прибавление к XIII беседе // Своё слово. С.-Петербург. 1892. № 4. С. 123—130.
- Понятие бытия и времени (По поводу книги Л. Лопатина «Положительные задачи философии») // Своё слово. С.-Петербург. 1892. № 4. С. 134—167.
- Пятнадцатая беседа с петербургским Сократом (понятие движения) // Своё слово. С.-Петербург. 1898. № 5. С. 1—18.
- Шестнадцатая беседа с петербургским Сократом (понятие движения) // Своё слово. С.-Петербург. 1898. № 5. С. 19—32.
- Семнадцатая беседа с петербургским Сократом (понятие материи) // Своё слово. С.-Петербург. 1898. № 5. С. 33—54.
- Восемнадцатая беседа с петербургским Сократом (понятие материи и причинности) // Своё слово. С.-Петербург. 1898. № 5. С. 55—72.
- Мысли о некоторых философских направлениях, преобладающих в современной русской литературе и об одном возможном в будущем // Своё слово. С.-Петербург. 1898. № 5. С. 73—160.
- Объяснение с Вл. С. Соловьёвым и Е. И. Челпановым // Своё слово. С.-Петербург. 1898. № 5. С. 161—165.

## Рекомендуемая литература
- Д. Философские ожидания // Вестник Европы. — 1876. — № 7.
- Аландский П. И. Философия и наука // Университетские известия. — 1877. — № 1 и 2.
- Грот Н. Я. О философских этюдах. — Киев, 1877.
- Никитин (Ткачёв) П. О пользе философии // Дело. — 1877. — № 5.
- Гусев Ф. К вопросу о философии // Православное обозрение. — 1876. — № 12.
- Лесевич В. В. О чём поёт кукушка? Этюды и очерки. — СПб., 1886.
- Астафьев П. Е. «Своё Слово», журнал проф. А. А. Козлова // Русское обозрение. — 1890. — № 1.